# Mora (falange)
La mora (in greco antico: μόρα?, mòra) era la più importante unità militare dell'esercito spartano.

## Caratteristiche
La mora comprendeva circa un sesto dell'esercito, cioè 600 uomini secondo le stime moderne, fino a 6000 secondo Senofonte, divisi in quattro Lochoi, ciascuno suddiviso ulteriormente in due Pentecostie, ognuna al loro interno organizzata in due Enomotie. Era basata sulle classi di età e solo le truppe più giovani erano mobilitate, tranne che per le emergenze più gravi. Fu comunque la più grande unità tattica di Sparta e forse di tutta la Grecia ed era spesso l'unica formazione inviata in una campagna militare.
L'esercito spartano era diviso in sei more di fanteria pesante; i mercenari, gli alleati e le truppe leggere non appartenevano a questa formazione. Ogni mora dell'esercito cittadino era affiancata da un'unità di cavalleria, conosciuta anch'essa come mora e consistente in 50, 60, 100 o 120 cavalieri.
Una mora era composta tipicamente da opliti armati di lancia, spada e di uno scudo pesante e protetti da una corazza, degli schinieri e da un elmo; questi armamenti, però, variarono nel corso del tempo.
La formazione era guidata da un polemarco, il terzo (o forse secondo) più alto rango nella gerarchia spartana dopo quello del re. A volte, tuttavia, fu presente un rango più elevato, quello dello stratego, il più famoso dei quali fu Lisandro. Durante il periodo in cui in Grecia si combatteva solamente con la falange, la mora era un ostacolo molto difficile da superare per un comandante avversario. Tuttavia ad Ificrate bastò un piccolo gruppo di peltasti armati alla leggera per distruggerne una.
Dopo la sconfitta dell'esercito spartano nella battaglia di Leuttra da parte dei Tebani guidati da Epaminonda, nel 371 a.C., la disposizione dei Lochoi ebbe il sopravvento e l'unità tattica della mora scomparve dalle fonti.